# Бутовичі
Бутовичі — кілька козацко-старшинських родів різного походження серединии XVII століття.
Перший рід започаткований шляхтичем Богданом Бутовичем Від польського короля Яна II Казимира Ваза отримав два привілеї на маєтності (1649). Його син Іван Бутович згадується в документах як військовий товариш (1675, 1676) і батуринський сотник (1677). Степан Іванович Бутович — зять чернігівського полковника Якова Лизогуба, «слуга его милости полковника черниговского и староста седневский» (1689) — посідав сотенні й полкові посади в Чернігівському полку, генеральний осавул (1709—1717). Сини Степана Івановича, Дем'ян та Степан були бунчуковими товаришами, учасниками гилянського та сулацького походів (1725—1727). Внук останнього, Олексій Петрович Бутович (1759—1829) був губернатором чернігівським (1813—1818) та вітебським (1818—1823).
Потомки Степана Івановича Бутовича отримували чини переважно бунчукових товаришів, військових товаришів, військових канцеляристів. Серед них були священики, військовослужбовці російської армії, статські чиновники, працівники судів та ін. Рід існував до кінця XIX ст.
Другий рід бере свій початок від зіньківського сотника Іллі Бутовича (1680, Бутовичі-Базилевичі). Його нащадки служили в козацькому війську бунчуковими, військовими, значковими товаришами, сотниками, військовими канцеляристами, були священиками, статськими і судовими чиновниками, військовослужбовцями російської армії та ін. Рід існував до початку ХХ ст.
Третій рід походив від Тараса Бутовича, вихідця з Волині. Його син Филон Бутович був священиком, онук Григорій Бутович — протопопом переяславським (1651–1665), гадяцьким (1666–1669), переяславським і гадяцьким (1669–1675), правнук Артамон Бутович служив у Генеральній військовій канцелярії (1672), священиком в м. Гадяч, (1680), протопопом зіньківським і опішнянським (до 1698). Наступні нащадки служили здебільшого в козацькому війську Гетьманщини. Григорій Артамонович Бутович був прихильником Івана Мазепи, наближеним до Пилипа Орлика (1712). 1715 року повернувся в Україну, був репресований царським урядом і висланий до Москви, де проживав під наглядом до кінця свого життя (1740). Вихідці з роду обіймали посади сотників, полкових писарів, були священиками, військовослужбовцями російської армії, статськими чиновниками. Рід існував до кінця XVIII ст.